# چمن گرزی
چمن گرزی (نام علمی: Corynephorus) نام یک سرده از تیره گندمیان است.